# Цуцугамуші
Цуцугаму́ші (також гарячка цуцугамуші, тсутсугамуші, японська річкова гарячка, чагарниковий тиф, породжений кліщами, яп. 土佐のほっぱん, англ. Tsutsugamushi fever, англ. Typhus fever due to Rickettsia tsutsugamushi, англ. Scrub (mite-borne) typhus, англ. chigger-borne rickettsiosis, лат. rickettsiosis tsutsugamushi) — гостра зоонозна природно-осередкова хвороба з групи рикетсіозів.

## Історичні відомості
Вперше була описана в Китаї у 313 році. Назвав хворобу і зробив її перший медичний опис японський лікар Хакусі Хасімото у 1810 році. Збудника хвороби вперше було виділено в Японії в 1920-х роках японськими дослідниками Харуо Хаясі та Норіо Огата. Західна медицина особливо зацікавилась цуцугамуші під час воєнних дій у Східній Азії. Протягом Другої світової війни 18000 випадків спостерігали у військах союзників, розташованих в сільських або джунглевих районах Тихоокеанського театру військових дій. Цуцугамуші була другою чи третьою найпоширенішою інфекцією, про яку повідомляли в американських військах, які воювали у В'єтнамі. Серед військових тоді антитіла до збудника цуцугамуші були знайдені у співвідношенні 484:1000.

## Актуальність
За оцінками, приблизно 1 мільйон випадків хвороби відбувається, і 1 мільярд людей живуть в ендемічних районах і потенційно можуть заразитися на цуцугамуші. Є повідомлення про штами збудника зі зниженою сприйнятливістю до антибіотиків, а також про певні взаємодії між цією бактерією та ВІЛ, що спонукає широко вивчати цю хворобу.

## Етимологія
Назва «Цуцугамуші» походить від японського словосполучення «цуцуга» — хвороба і «муші» — кліщ.

## Географічне поширення
Існує так званий географічний «трикутник цуцугамуші», який простягається від північної Японії та східної Росії на півночі до північної Австралії на півдні, а до Пакистану та Афганістану на заході, де ця хвороба є ендемічною. Безпосередньо включає тропічну та помірну зони, сягаючи до висоти понад 3200 метрів у Гімалаях.

## Етіологія
Збудник хвороби — Orientia tsutsugamushi (також раніше Rickettsia orientalis), є облігатною (обов'язковою) внутрішньоклітинною грамнегативною бактерією. O. tsutsugamushi дуже схожа на інші рикетсії і відповідає всім класифікаціям родини Rickettsiaceae. Це було продемонстровано високим ступенем гомології (90-99 %) по рибосомальній послідовності 16S. Однак клітинна стінка відрізняється від інших рикетсій, оскільки у O. tsutsugamushi відсутні пептидоглікани та ліпополісахарид. Цей патоген не має вакуолярної мембрани, таким чином, він вільно розмножується в цитоплазмі інфікованих клітин, на відміну від інших рикетсій, які зростають у ядрі. При мікроскопії вони виглядають як диплококи або диплобацили завдовжки 0,3-1,5 мкм і завширшки 0,2-0,5 мкм. При фарбуванні за Романовським-Гімзою вони фарбуються у темно-пурпуровий відтінок, проте вони є єдиним видом рикетсій, який не фарбується по Здродовському і Макіавелло.
Виявлені численні серотипи збудника. Близько половини ізолятів є чутливими до сироватки проти серотипу Карп (англ. Karp), і приблизно одна чверть ізолятів — для антитіл проти серотипу Гілліам (англ. Gilliam), що використовують у серологічній діагностиці.

## Епідеміологічні особливості

### Джерело інфекції
Джерелом інфекції є личинки (чіггери) краснотелкових кліщів родів Leptotrombidium (переважно видів L. acamushi та L. deliense) і Neotrombicula, які нападають на людей і тварин для кровосмоктання. Резервуаром інфекції є як тварини — сумчасті, комахоїдні, дрібні гризуни тощо, на яких харчуються личинки кліщів, так і самі дорослі кліщі. Дорослі кліщі живуть в ґрунті й харчуються соками коренів рослин, не нападаючи на теплокровних. Після відкладання самкою яєць з них виходять рухливі личинки, які для продовження циклу розвитку повинні напитися лімфою теплокровних тварин. Слід відзначити, що за все життя личинка харчується тільки один раз і тільки на одному господарі. Після інфікування личинка передає рикетсії такими формами розвитку паразита (німфи, дорослі кліщі). Дорослі кліщі передають їх новому поколінню трансоваріально, а вже наступні покоління личинок можуть передати збудників хребетним.

### Механізм передачі
Рикетсії зустрічаються по всьому організму личинки кліща, але у найбільшій кількості скупчені в слинних залозах. Коли личинка харчується, паразити передаються хазяїну. Механізм передачі інфекції — трансмісивний.

### Сприйнятливість та імунітет
Захворюваність людей пов'язана з перебуванням в природних осередках, де зустрічаються кліщі. Зараження часто відбувається під час сільськогосподарських робот, оскільки рисові поля є важливим фактором для поширення зараження. Рівень і сезонність захворюваності залежить від активності кліщів. Місцеве населення в ендемічних осередках є імунним, і найбільша захворюваність часто у вигляді спалахів спостерігається серед приїжджих, тоді як серед місцевого населення зустрічаються лише спорадичні захворювання. До груп ризику відносять сільських жителів, які проживають у затоплюваних річкових долинах, а також лісорубів, геологів, шляхобудівників тощо. Після перенесеного захворювання розвивається строго специфічний імунітет, проте можливі повторні захворювання, але не раніше ніж через 3 роки.

## Патогенез
Люди заражаються тоді, коли інфікована личинка кліща (чіггер) кусає їх під час свого годування та впорскує збудників у шкіру. Рикетсії розмножуються у ділянці інокуляції, утворюється папула, потім виразка, яка стає некротичною, утворюючи первинний афект. Збудники потрапляють до регіонарних лімфовузлів, спричинюючи там запалення. Збудник надалі поширюється по лімфатичній і кровоносній системах, утворюючи надалі протягом декількох днів генералізовану лімфаденопатію. Як і при інших рикетсіозах відбувається периваскуліт малих кровоносних судин. Ендотелій пошкоджується, але більш ураженими є макрофаги. Проте тромбоемболічні процеси менш виражені, ніж при епідемічному висипному тифі. Для цуцугамуші порівняно з іншими рикетсіозами характерна більш виражена алергічна перебудова. Збудники стимулюють фагоцитоз, але потім вислизають від фагоцитів. Orientia tsutsugamushi розмножується в цитоплазмі, а потім виходить з клітини. Рикетсії здатні використовувати мікротрубочки в клітині людини для свого руху. Усіяні антитілами рикетсії все ще в змозі втекти від фагосоми, але не можуть ефективно рухатися по мікротрубочках, через що загальна патогенність знижується.
Рикетсії можуть поширюватися у різні органи людського тіла, що іноді призводить до розвитку фатальних ускладнень. Виявлено пряму кореляцію між високим бактерійним навантаженням в крові при дослідженні в полімеразній ланцюговій реакції (ПЛР) і тяжкістю захворювання.
Коли пацієнти, які є ВІЛ-позитивними, інфікуються певними штамами збудника цуцугамуші, їхнє вірусне навантаження може різко знижуватися. Запропоновано гіпотезу, яка полягає в тому, що ВІЛ-інфіковані пацієнти, які захворюють на цуцугамуші, мають потужну імунну відповідь проти збудника, і це ефективно протидіє ВІЛ. Тому проводяться активні дослідження цього феномену.

## Клінічні ознаки

### Загальні прояви
Інокуляція відбувається безболісно і непомітно. Інкубаційний період триває 6-20 днів (в середньому 10 днів). З початком хвороби люди можуть відчувати головний біль, озноб, анорексію та загальну апатію. З'являється лімфаденопатія, кон'юнктивіт, гарячка, яка звичайно досягає 40-40,5°С. У наступні 2-3 дні стан пацієнтів значно погіршується. Посилюється головний біль, не знімається прийомом звичайних анальгетиків, ознаки інтоксикації наростають. Виникає безсоння, хворі стають дратівливими. Виникає досить сильний біль у всьому тілі і особливо в попереку. У більшості хворих протягом перших 2-3 днів хвороби з'являється гіперемія шкіри обличчя і шиї, ін'єкція судин склер, а в окремих хворих можна виявити плямистий висип на кон'юнктивах. На відміну від епідемічного висипного тифу гіперемія глотки при цуцугамуші обумовлена не тільки ін'єкцією судин, але й запальними змінами слизової оболонки. Наявність фарингіту і трахеобронхіту обумовлює появу наполегливого кашлю. У легенях, як правило, об'єктивних змін не виявляють. Збільшення печінки і селезінки спостерігають з 3 -4-го дня хвороби.

### Первинний афект
Маленька безболісна папула спочатку з'являється на місці зараження і поступово збільшується до 0,3 до 3 см. Утворюється везикула, потім на її місці — виразка, яка вкрита струпом і оточена ділянкою гіперемії. Це і є первинний афект, який, особливо у легких випадках, спонукає пацієнта звернутися по медичну допомогу. Локалізація первинного афекту найрізноманітніша: на шиї, тулубі, пахвових і пахових областях, на сідницях, нижніх кінцівках. Тривалість існування первинного афекту (до зникнення або рубцювання) — близько 3 тижнів.

### Висип
Характерною ознакою є висип, який спостерігають практично у всіх хворих. Він з'являється на 4-7-й день хвороби, рясний, характеризується поліморфізмом. Спочатку з'являються плями діаметром 5-10 мм і розеоли діаметром 3-5 мм, які зникають при натисненні або розтягуванні шкіри. Потім на плямах з'являються папули. У тяжких випадках можливе геморагічне перетворення висипу і при розтягуванні шкіри повністю елементи не зникають. Висип спочатку розташовується на грудях і животі, потім поширюється на весь тулуб, верхні та нижні кінцівки, а у частини хворих висипання з'являються і на обличчі. На шкірі стоп і долонь висип зазвичай відсутній. При тяжких формах можлива поява нових елементів висипу («підсипання»). Зникає через 3 -6 днів, на його місці можливе лущення шкіри, а за наявності геморагічного перетворення висипки — пігментація.

### Лімфаденопатія
Цуцугамуші відрізняється від інших рикетсіозів розвитком генералізованої лімфаденопатії. Першим з'являється регіонарний лімфаденіт, локалізація його залежить від місця розташування первинного афекту. Якщо в ділянці первинного афекту хворий не відчуває неприємних відчуттів, то збільшені запалені регіонарні лімфатичні вузли, як правило, болять, на що хворий звертає увагу. Це дозволяє більш цілеспрямовано шукати і первинний афект, адже в початковому періоді хвороби він може бути дуже невеликим. Уражені лімфатичні вузли досягають діаметру 1,5 — 2 см, вони болючі при пальпації, але не спаяні з шкірою або підшкірною клітковиною, контури їх чіткі, консистенція помірно еластична, нагноєння вузлів не відбувається. Шкіра над збільшеними вузлами не змінена. Через кілька днів крім ураження регіонарних лімфатичних вузлів розвивається генералізована лімфаденопатія, що також є відмінністю цуцугамуші від інших рикетсіозів. Цей симптом спостерігають майже у всіх хворих. На відміну від регіонарного лімфаденіту, інші групи лімфатичних вузлів безболісні при пальпації і збільшення їх менш виражено. Розміри лімфатичних вузлів (шийних, пахвових, пахвинних тощо) зазвичай не перевищують 1 см. Генералізована лімфаденопатія починає виявлятися з 4 — 5-го дня хвороби.

### Інші
Зміни серцево-судинної системи характеризуються брадикардією в початковому періоді хвороби, а при розвитку міокардиту, який спостерігають досить часто, брадикардія змінюється вираженою тахікардією до 120—140 ударів за хвилину. Артеріальний тиск, як правило, знижений.
Зміни органів дихання характеризуються розвитком трахеїту і трахеобронхіту в початковому періоді хвороби. При тяжких формах захворювання в періоді розпалу з'являються ознаки ураження легень у вигляді своєрідної пневмонії. Це обумовлено специфічним ураженням дрібних судин інтерстиціальної тканини легенів, розвиваються дрібні рикетсіозні гранульоми, подібні за патоморфологією до гранульом при епідемічному висипному тифі. Однак при цуцугамуші легені уражаються значно частіше, ніж при епідемічному висипному тифі. Крім специфічних рикетсіозних пневмоній можуть бути і пневмонії, зумовлені нашаруванням вторинної бактеріальної інфекції. Ці пневмонії характеризуються більш поширеною запальною інфільтрацією — вогнищеві та, навіть, часткові.
Збільшення печінки відзначається відносно рідко, хоча в окремих хворих можуть бути значні зміни печінки з розвитком жовтяниці. Селезінка збільшується значно починаючи з 3-4-го дня хвороби приблизно в половини хворих.
Зміни центральної нервової системи схожі із такими, що їх спостерігають у хворих на епідемічний висипний тиф. Турбує сильний головний біль, хворі дратівливі, збуджені, порушується свідомість, можуть з'явитися галюцинації, частіше зорові, виникає делірій, марення. У 20 % хворих у періоді розпалу з'являється гикавка, часто спостерігається загальний тремор, м'язові посмикування, а іноді і судоми. Поява останніх у прогностичному відношенні є вкрай несприятливою ознакою. Менінгеальні симптоми спостерігають відносно рідко.
Ураження нирок — це переважно гострий вогнищевий або дифузний інтерстиціальний нефрит.

## Діагностика
На ЕКГ виявляють зміни, характерні для ураження міокарда, причому вони зберігаються і в періоді реконвалесценції (протягом 3-4 тижнів).
Підтвердженням діагнозу є виявлення специфічних антитіл за допомогою серологічних реакцій, а також виділення культури збудників у дослідженнях на білих мишах (біологічна проба). Специфічною є реакція зв'язування комплементу (РЗК) з діагностикумом з рикетсій цуцугамуші. Титри РЗК наростають до 3-го тижня хвороби, потім починають знижуватися. Точнішими (і рекомендованими ВООЗ) є реакція непрямої імунофлюоресценції (РНІФ) та імунопероксидазний тест.

## Лікування
Головним у лікуванні є етіотропна терапія. Застосовують перорально переважно доксициклін, до якого загалом чутливі всі рикетсії. Його призначають в дозі 0,1 г 1-2 рази на добу протягом 7-10 днів. Не витримування термінів тривалості лікування може призвести до появи рецидиву. Можливим є використання макролідів, рифампіцину, значно рідше левоміцетину (хлорамфенікол). У разі тяжкого перебігу і неможливості ковтання пігулок ці антибіотики вводяться парентерально.

## Профілактика
Основне значення в профілактиці відводять боротьбі з кліщами, індивідуальним застосування акарицидів і носінню захисного одягу.
Прийом доксицикліну 1 раз на тиждень по 0,2 г при знаходженні в ендемічних осередках інфекції повністю захищає від розвитку захворювання. Протективний ефект спостерігається при профілактичному прийомі доксицикліну в перші 3 дні та надалі щотижня протягом 6 тижнів після виявлення присмоктування личинок кліщів. Специфічна профілактика не розроблена.